# Vogelsberg
För andra betydelser, se Vogelsberg (olika betydelser).

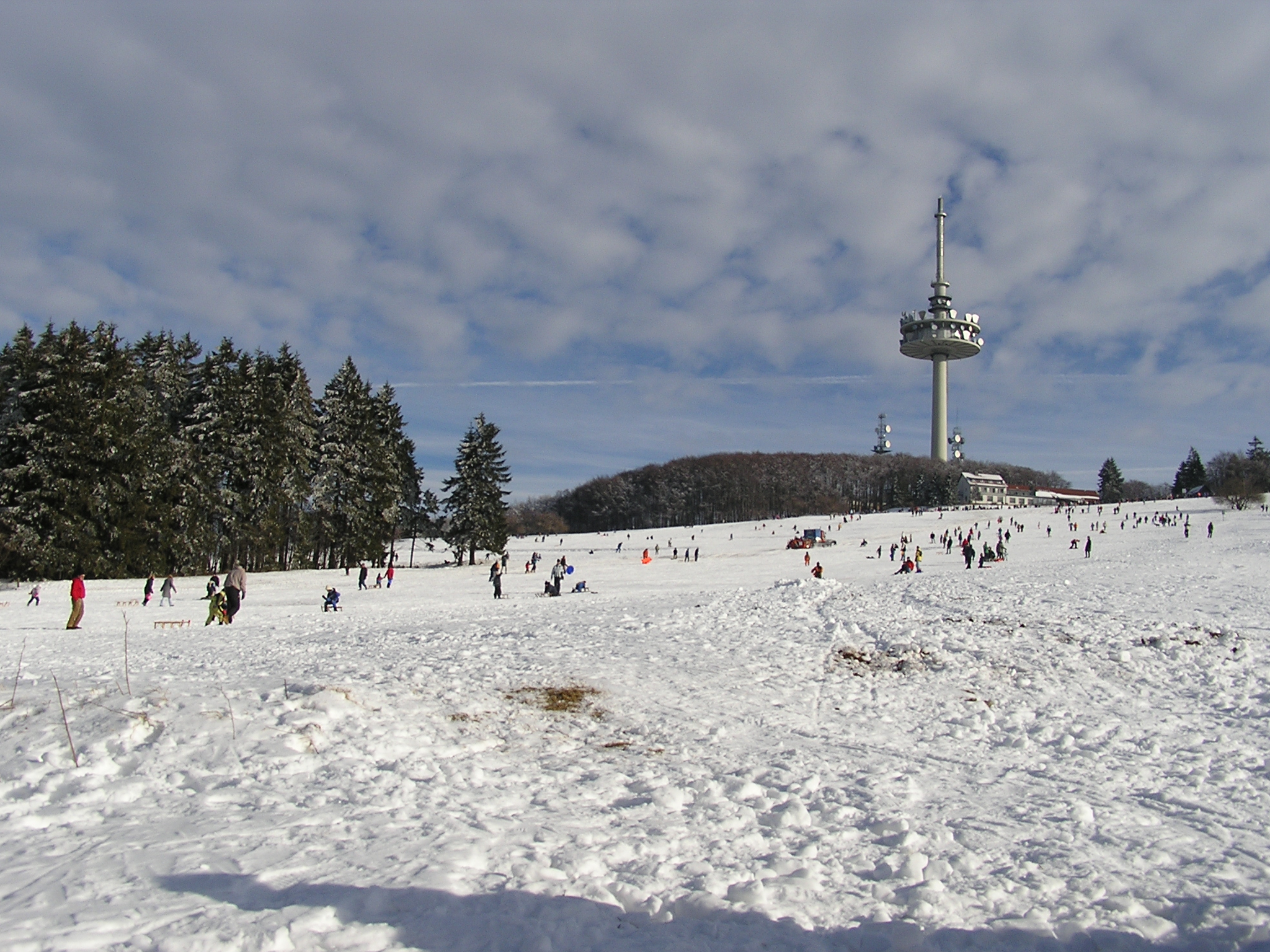
Hoherodskopf

Vogelsberg är en grupp låga berg i centrala Tyskland, ungefär mitt i Hessen. De uppstod till följd av vulkanisk aktivitet och avskiljs från Rhönbergen av Fuldas floddal. 
Bergen bildades föromkring 19 miljoner år sedan och är Tysklands enda sköldvulkan och den största basaltformationen i Centraleuropa. 
De högsta topparna i Vogelsberg är Taufstein, 773 meter över havet, och Hoherodskopf, 763 meter, båda belägna i den stängda naturparken Naturpark Hoher Vogelsberg.
Mellan 2013 och 2019 registrerades flera lodjur som besökte området men inga exemplar med ett fast revir i bergstrakten.